# Liga da Justiça da China
Liga da Justiça da China (no original, Justice League of China; em chinês, 中国正义联盟) é uma fictícia superequipe e ramificação da Liga da Justiça, dedicada a lidar com ameaças na China, originada nas histórias em quadrinhos, criado por Gene Luen Yang e Viktor Bogdanovic, teve sua estreia em "New Super-Man #2" nos Estados Unidos pela editora DC Comics.

## Membros

### Super-Man (Kenan Kong / 孔克南)
O herói foi introduzido na história em New Superman # 1, sendo membro fundador da Liga da Justiça da China. Kenan Kong é um chinês de 17 anos que cresceu em Xangai e que começa a história como um sacana mas aos poucos se torna um herói quando adquire os poderes do Homem de Aço. Com uma personalidade teimosa e diferente do Superman original, ele não mantem muita proximidade com o governo de onde mora. Seus poderes são "organizados" em torno do Ba Gua, uma série de oito símbolos conhecidos como "trigramas", usados para representar os princípios primordiais da realidade. Cada um dos poderes dele corresponde a um trigrama diferente, que só é acessado quando ele concentra o seu Qi em diferentes partes do corpo.

### Bat-Man (Wang Baixi / 王柏熙)
Estréia na primeira edição do "New Superman", sendo membro fundador da Liga da Justiça da China. Wang Baixi foi selecionado pelo Ministério da Supremacia da China para se tornar o equivalente ao Batman. Ele então projetou vários equipamentos para a iniciativa da Liga da Justiça do Ministério da Supremacia. Criador do Robinbot.

### Serpente Verde, a Mulher-Maravilha da China (Peng Deilan / 彭黛兰)
Estréia na primeira edição do "New Superman", sendo membro fundadora da Liga da Justiça da China. Assim como a original Mulher-Maravilha, que é inspirada na mitologia grego-romana, Peng Deilan é a personificação de uma antiga lenda da China, Bai Shu Zhen, uma serpente gigante que através da força da vontade, se tornou uma mulher.

### Flash (Avery Ho / 埃弗里·何)
Criado por Joshua Williamson e Carmine Di Giandomenico, teve sua estreia em The Flash Vol 5 #3. Avery Ho é a velocista chinesa, Flash, uma adolescente que conseguiu seus poderes durante um incidente em Central City.

### Dragonson (Ahn Kwang-Jo / 안광조)
Também conhecido como Aqua-Man da Coreia do Norte, Ahn Kwang-Jo é jovem norte-coreano que acaba sendo preso e interrogado pelas autoridades do país por interceptar sinais de TV de outros lugares do mundo. Durante o interrogatório, água começa a escorrer pela sua testa e eventualmente dois crustáceos gigantes aparecem para resgatá-lo. Ahn então foge para a China.